# Karel Neuwirth (urolog)
Karel Neuwirth, nebo také Neuwirt (24. září 1893 Malenovice u Zlína – 6. dubna 1970 Praha), byl český lékař, chirurg a urolog, zakladatel samostatného odvětví moderní urologie v českých zemích, první profesor urologie na LF MU a přednosta její urologické kliniky. Spolupracoval také na vývoji endoskopických přístrojů (Chirana).

## Život
Karel se narodil 24. září 1893 v rodině lesmistra Neuwirtha v Malenovicích na Zlínsku. Rozhodl se pro lékařské povolání, stejně jako jeho mladší bratr František (1895–1959), který se stal stomatologem.
Rodiče jim brzy zemřeli, ujal se jich strýc Liška, bratr jejich matky, mlynář a majitel pily v Dobřívě u Rokycan.
Jejich o něco starší sestra Růžena (1892–1971, Růžka, též Rosalie) trpěla tím, že se o bratry musela starat.
Po gymnáziích v Uherském Hradišti a Rokycanech, kde maturoval, začal Karel studovat medicínu ve Vídni a pokračoval v Praze, kde 1918 promoval (MUDr.), v ten samý den jako mladší bratr František.
1919–1921 pracoval Karel jako sekundář a později asistent na klinice profesora Kukuly (Lékařská fakulta UK v Praze) a 1921–1926 jako asistent na Chirurgické klinice profesora Petřivalského (pozdější LF MU) v Brně. Následovala studijní cesta do Anglie, Itálie, Rakouska a Francie, kde sbíral zkušenosti v oboru urologie.
Tehdejší Československo bylo, stejně jako předtím Rakousko-Uhersko, do světa otevřené a tak i Karel cestoval po Evropě a za oceán – jako i 1923 do Londýna na mezinárodní kongres spolu s dalšími třemi českými chirurgy.
„Poslední den sjezdu, který byl věnován krevní transfuzi, se švédský chirurg Torsten Rick zeptal Karla Neuwirtha, zda zná svého krajana Janského, který byl prvý, kdo popsal čtyři krevní skupiny. Rozpačitý Neuwirth musel přiznat, že zná jméno Janského jako psychiatra, ale o jeho objevu tak významném pro krevní transfuzi neví. Když další z účastníků profesor Diviš připravoval referát o sjezdu do lékařského časopisu, zmínil se, že „američtí autoři Landsteiner, Jansky a Moss po nesčetných zkouškách roztřídili lidstvo na čtyři skupiny podle vzájemného poměru aglutinace sér červených krvinek“. Diviš ve svém příspěvku předpokládal, že Janský je Američan, neboť jeho jméno na sjezdu bylo vyslovováno jako „Džensky“. Po Neuwirthově upozornění svůj příspěvek dodatečně upravil. Setkání urologa Neuwirtha se švédským kolegou v Londýně tedy připomnělo českým lékařům Janského objev. Ten byl sice v českém časopise publikován již v roce 1906, ale nevzbudil větší pozornost. Jen díky tomu, že Janského český článek byl doplněn francouzským souhrnem, dostal se objev do povědomí v zahraničí a bylo o něm referováno v několika zahraničních časopisech.“
1925 se habilitoval v urologii na I. chirurgické klinice prof. Petřivalského. Působil na Lékařské fakultě pozdější MU v Brně, kde se 1931 stal mimořádným profesorem urologie, 1927–1943 primářem urologického oddělení Nemocnice Milosrdných bratří v Brně.
V letech 1943–1960 vedl Urologické oddělení Brněnské zemské nemocnice, později Urologická klinika brněnské Lékařské fakulty (FN Brno) na Pekařské.
Pokud nebyly hranice uzavřeny (jako za okupace 1939-45 a první části totality 1948-68), byl ve spojení s urologickými instituty zejména v Německu, Rakousku, Francii, Velké Británii, Itálii, Belgii, Nizozemsku, Rumunsku, Jugoslávii, Maďarsku, Švédsku a USA (z USA přivezl McCarthyho resektoskop a „slepý“ litotryptor, který zakoupil na vlastní náklady).
Byl členem odborných spolků, doma i ve světě – Spolek českých mediků, Société internationale de chirurgie, Société internationale d'urologie (jejím národním delegátem pro ČSR), Deutsche urologische Gesellschaft, Česká sekce Moravské lékařské komory v Brně, Chirurgická společnost J. E. Purkyně (zakládající člen její urologické sekce, které předsedal), z ní 1953 vzešlá Československá urologická společnost (její první předseda). Byl hlavním odborníkem Ministerstva zdravotnictví pro urologii.
Jinak také předsedal Brněnskému Lawn-Tennis Clubu a Pánskému klubu v Brně.
Publikoval řadu vědeckých prací, i mimo MU proslovil řadu přednášek, také v zahraničí. Spolu s Karlem Uhlířem napsal učebnici celé generace urologů Praktická urologie. Známé byly jeho práce o blokádě splanchniku v léčbě anurie a anastomózy močovodu a dolního kalichu solitární ledviny, citované i v zahraničních pramenech.
Zasloužil se o vybudování první urologické kliniky v českých zemích a patří k zakladatelům moderní urologie v Česku. V roce 1960/61 odešel na odpočinek, zemřel v Praze 6. dubna 1970, kde žil posledních deset let svého života.
Za druhé světové války byl členem a lékařem odbojové skupiny působící na Českomoravské vrchovině.
Jeho bratr František Neuwirth byl profesor stomatologie na Univerzitě Karlově v Praze. Jejich sestra Rosalie byla ženou Vladimíra Jiřího Rotta.